# Mossy Lea
Mossy Lea är en by i civil parish Wrightington, i distriktet West Lancashire, i grevskapet Lancashire, i England. Byn är belägen 13 km från Ormskirk. Byn hade 561 invånare år 2021.